# Neodictyon
Neodictyon is een monotypisch geslacht uit de familie Polyclinidae en de orde Aplousobranchia uit de klasse der zakpijpen (Ascidiacea).

## Soorten
- Neodictyon shumshu Sanamyan, 1998